# Zenjirō Miyano
Zenjirō Miyano (宮野 善次郎, Miyano Zenjirō) est un as du service aérien de la Marine impériale japonaise pendant la Seconde Guerre mondiale, crédité de 16 victoires aériennes.
Miyano commence sa carrière militaire lors de la seconde guerre sino-japonaise mais ne participe à aucun combat aérien. Il est ensuite impliqué dans la guerre du Pacifique. Entre 1941 et 1943, il devient un officier expérimenté, et prend part à plusieurs actions notables, comme la bataille de Dutch Harbor ou l'attaque sur Broome. Il expérimente également de nouvelles tactiques calquées sur celles des pilotes américains pour tenter de lutter plus efficacement contre eux. Zenjirō Miyano est finalement tué dans un raid contre un convoi naval au large de Lunga Point le 16 juin 1943.

## Biographie

### Jeunesse et début de carrière
Zenjirō Miyano naît à Osaka en 1917 et s'engage dans la Marine impériale japonaise très jeune puisqu'il sort diplômé de l'Académie navale impériale du Japon en 1938, à 21 ans (alors que le cursus réclame entre 3 et 4 ans d'études). Il suit ensuite une formation au pilotage, de laquelle il sort aussi diplômé en 1939. Dans la foulée, Miyano est affecté au 12e kōkūtai, engagé dans la seconde guerre sino-japonaise.
Zenjirō Miyano effectue des missions au-dessus de la Chine mais n'a pas l'occasion de participer à des combats aériens. En octobre 1941, il est promu lieutenant de vaisseau (海軍大尉, Kaigun-dai-i) et transféré en tant que buntaichō (en) au sein du 3e kōkūtai, un groupe d'aviation rassemblant l'élite des pilotes du Service aérien de la Marine impériale japonaise en prévision du début de la guerre du Pacifique. En tant que buntaichō, Miyano a sous ses ordres le nombre d'hommes nécessaires pour piloter une unité appelée chūtai (中隊), composée de 9 avions (ce qui ne veut pas forcément dire qu'un buntaichō commande neuf hommes, puisque les 9 avions composant le chūtai peuvent être des biplaces ou avoir des équipages nombreux, et qu'il y a fréquemment plus de pilotes que d'avions disponibles dans les unités japonaises). Le 3e kōkūtai suit un entraînement intensif à Takao (aujourd'hui Kaohsiung, à Taïwan) à partir d'octobre 1941 pour mener des missions de très longue distance contre Manille, sur l’île de Luçon.

### Guerre du Pacifique

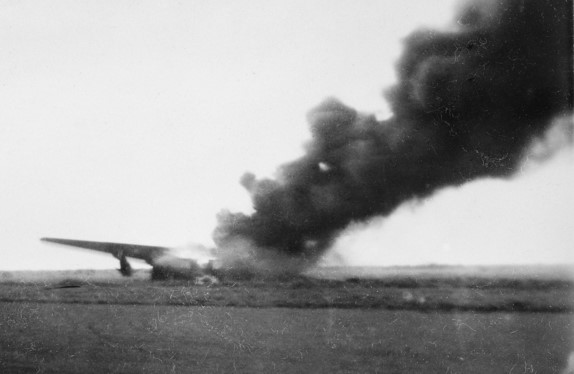
Un Consolidated B-24 Liberator en feu après l'attaque de Broome.

Le 8 décembre 1941, 53 appareils du 3e kōkūtai, dirigés par le hikōtaichō (en) Tamotsu Yokoyama (ja) décollent de Takao pour escorter des bombardiers moyens qui attaquent les aérodromes d'Iba (en) et de Clark dans la région de Manille (attaque de l'aérodrome Clark (en)). Zenjirō Miyano remporte sa première victoire aérienne au cours de l'attaque,. Il accompagne ensuite son unité dans une série d'attaque dévastatrices pour la Far East Air Force puis dans la campagne des Indes orientales néerlandaises. Miyano commande également le raid du 3e kōkūtai sur Broome, en Australie, qui se solde par la destruction d'une vingtaine d'avions ainsi que par d'importantes pertes civiles. Sur le retour de l'attaque, Miyano et ses deux ailiers rencontrent un Douglas DC-3 rempli de personnels militaires et de leurs familles fuyant Bandung vers l'Australie. L'appareil d'évacuation est piloté par Ivan Vassilievitch Smirnov, un as russe de la Première Guerre mondiale crédité de 12 victoires aériennes mais reconverti comme pilote civil de la KNILM après la fin de la guerre civile russe, au cours de laquelle il avait combattu pour les Blancs. Miyano et ses ailiers attaquent l'avion de Smirnoff à trois reprises, le blessent grièvement et le forcent à atterrir en urgence sur une plage.

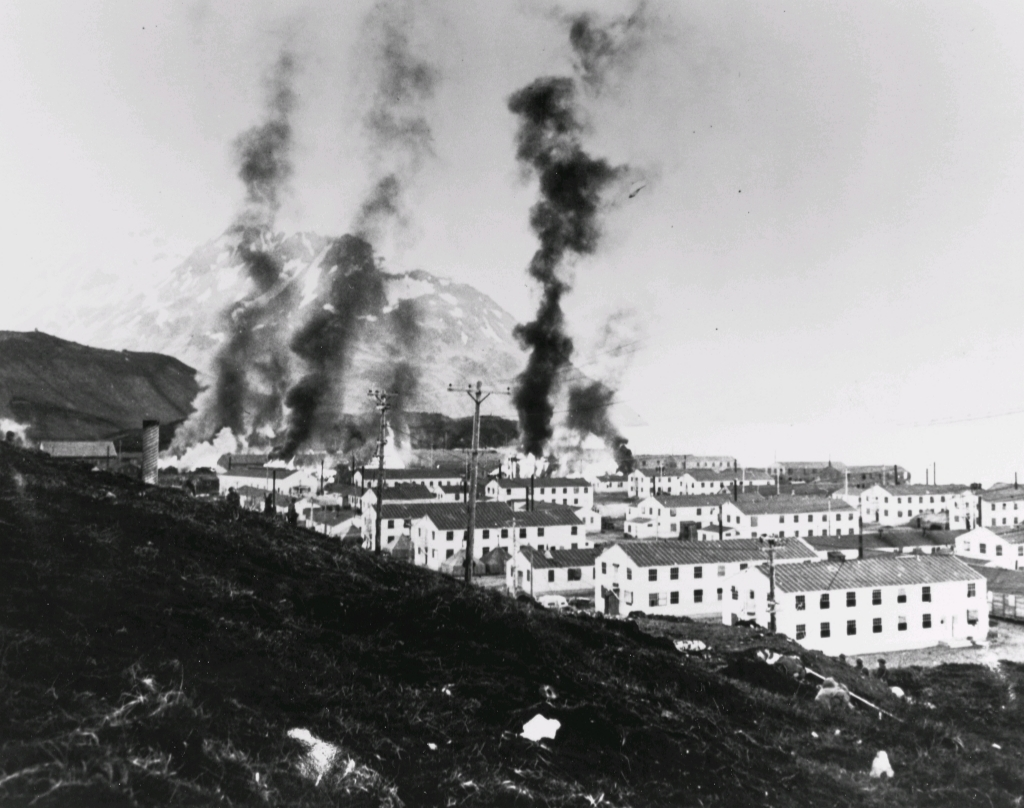
Bâtiments en feu à Dutch Harbour après le bombardement aérien japonais du 3 juin 1942.

En avril 1942, Miyano est transféré au sein du 6e kōkūtai (en) nouvellement créé, toujours en tant que buntaichō (en). En mai 1942, Miyano et son groupe sont embarqués sur le porte-avions Jun'yō pour renforcer son groupe aéronaval, en prévision d'une double attaque sur les îles Aléoutiennes et les îles Midway. Le Jun'yō (accompagné du Ryūjō) se sépare du gros de la flotte pour aller frapper Dutch Harbor, tandis que le reste se dirige vers Midway, où aura lieu une défaite décisive pour les Japonais. La bataille de Dutch Harbor, dans laquelle Zenjirō Miyano commande un groupe de 7 avions chargés d'escorter des bombardiers en piqué, n'est pas décisive mais marque la première attaque du territoire continental américain par une puissance étrangère (si l'on exclut le bombardement de Naco (en) en 1929). Après la défaite de Midway, la flotte de Dutch Harbor est rappelée vers le Pacifique centre pour couvrir la retraite de la Flotte combinée, et Miyano est rapatrié au Japon. Il est ensuite transféré avec le gros du 6e kōkūtai (en) dans le secteur de Rabaul, où il arrive le 7 octobre 1942 à bord du Zuihō. Il reste un an dans cette zone marquée par de violents combats aériens et devient hikōtaichō (en), tandis que son groupe est renommé le 1er novembre pour devenir le 204e kōkūtai (en). Tout en conservant son grade de lieutenant de vaisseau, Miyano prend donc le commandement tout le personnel navigant de son kōkūtai. Il reste près d'un an à Rabaul, où il est très apprécié, aussi bien de ses supérieurs que de ses subordonnés pour ses qualités de pilote. En effet, dans le service aérien de la Marine impériale japonaise, il est courant que les officiers supérieurs soient inexpérimentés dans les combats aériens et doivent se reposer sur des sous-officiers pour assurer leur survie dans les airs : Miyano est à l'opposé de cette image.
Zenjirō Miyano expérimente dans le domaine tactique, en préconisant une formation de combat à quatre avions alors que le service aérien de la Marine utilise une formation à trois avions, ou en développant de nouvelles techniques de bombardement dans laquelle les chasseurs sont eux-aussi porteurs de bombes : deux « nouveautés » qui sont en fait fortement inspirées des doctrines américaines. Il expérimente ces idées le 7 juin 1943 lors d'une attaque sur les îles Russell. Mais la tactique développée par Miyano est abandonnée après cette première mise en œuvre en raison des lourdes pertes infligées par la défense antiaérienne ennemie.

### Mort
Miyano propose également d'escorter des bombardiers en piqué pour leur retour après une mission de bombardement en rase-motte en utilisant sa formation à quatre avions au lieu de trois. Le 16 juin 1943, il se porte volontaire pour mener une mission de ce genre contre un convoi naval au large de Lunga Point, un promontoire situé sur la côte nord de Guadalcanal. Il mène une formation de 24 appareils, qui est engagée dans un combat aérien au cours de l'attaque. Zenjirō Miyano est tué au cours de l'affrontement, comme 3 autres de ses pilotes (3 de plus sont blessés, dont 2 grièvement),. Après sa mort, Zenjirō Miyano est cité dans le bulletin diffusé à toutes les unités de la Marine impériale japonaise et reçoit une double promotion à titre posthume au grade de capitaine de frégate (海軍中佐, Kaigun-chūsa). A sa mort, il est crédité d'au moins 16 victoires aériennes.